# Norra Närkes domsaga
Norra Närkes domsaga var en domsaga i Örebro län, från 1772 benämnd Nora, Ljusnarsbergs, Linde/Ramsbergs och Grythytte häraders domsaga efter att Örebro, Glanshammars och Fellingsbro domsaga brutits ut. Den bildades 1680 och delades 1855 upp i Nora domsaga och Lindes domsaga. 
Domsagan lydde under Svea hovrätt. 

## Härader
- Nora och Hjulsjö bergslag
- Grythytte och Hällefors bergslag
- Lindes och Ramsbergs bergslag
- Ljusnarsbergs härad (Nya Kopparbergs bergslag)
- Fellingsbro härad till 1772
- Glanshammars härad till 1772
- Örebro härad till 1772

## Tingslag
- Nora och Hjulsjö bergslags tingslag
- Grythytte och Hällefors bergslags tingslag
- Lindes och Ramsbergs bergslags tingslag
- Ljusnarsbergs tingslag (Nya Kopparbergs tingslag)
- Fellingsbro tingslag till 1772
- Glanshammars tingslag till  1772
- Örebro tingslag till 1772

## Häradshövdingar
- 1680–1696 Erik Lagerquist
- 1696–1716 Johan Gyllenadler
- 1716–1730 Samuel Nordenhielm
- 1730–1747 Jonas Hagelberg
- 1747–1763 Carl Engelbrekt Grevesmöhlen
- 1763–1799 Johan Welin den äldre
- 1799–1830 Johan Welin den yngre
- 1830–1851 Fredrik Welin
- 1852–1855 Jonas Dionysius Holm